# 伊莎貝拉 (電影)
《伊莎貝拉》是一部由彭浩翔執導的香港電影，由杜汶澤及梁洛施主演。電影由林建岳屬下之寰亞電影投資。

## 劇情
故事發生於1999年，澳門回歸中國前夕，描述澳門司警馬振成（杜汶澤）捲入走私香煙案件，面臨被起訴。唯一自救的方法，是讓污點證人永遠消失，就在他處於人生低潮時，突然遇到一個曾經被他遺棄的人－自稱是他初戀情人所生的女兒張碧欣。
張碧欣（梁洛施）因為積欠房租而被房東（詹瑞文）趕了出來，她心愛的西施狗「伊莎貝拉」也從此下落不明。突然發現自己已為人父的馬振成，對沒能照顧女兒感到非常歉疚，於是想幫女兒找回愛犬「伊莎貝拉」。透過這段尋狗之旅，馬振成從女兒身上尋回久違了的歡樂。可是，污點證人出庭的日期逐漸迫近，馬振成要決定，究竟動手令污點證人永遠消失，還是跟女兒一起潛逃到外地？

## 演員
- 杜汶澤：馬振成
- 梁洛施：張碧欣
- 曾國祥：張碧欣追求者
- 賈曉晨：張麗華
- 焯　勻：阿瓊
- 黃秋生：馬振成上司
- 張致恆：少年馬振成
- 詹瑞文：包租公
- 何超儀：太子女(客串)
- 尹揚明：張碧欣生父
- 余文樂：酒吧客人

## 獎項
| 年份   | 頒獎典禮                      | 獎項               | 名字           | 結果 |
| ------ | ----------------------------- | ------------------ | -------------- | ---- |
| 2006年 | 第56屆柏林國際電影節          | 金熊獎             | 伊莎貝拉       | 提名 |
| 2006年 | 第56屆柏林國際電影節          | 最佳電影音樂銀熊獎 | 金培達         | 獲獎 |
| 2006年 | 第11屆香港電影金紫荊獎        | 最佳影片           | 伊莎貝拉       | 提名 |
| 2006年 | 第11屆香港電影金紫荊獎        | 最佳導演           | 彭浩翔         | 提名 |
| 2006年 | 第11屆香港電影金紫荊獎        | 最佳男主角         | 杜汶澤         | 提名 |
| 2006年 | 第11屆香港電影金紫荊獎        | 最佳女主角         | 梁洛施         | 提名 |
| 2006年 | 第11屆香港電影金紫荊獎        | 最佳新演員         | 梁洛施         | 獲獎 |
| 2006年 | 第11屆香港電影金紫荊獎        | 最佳攝影           | 林志堅         | 提名 |
| 2006年 | 第11屆香港電影金紫荊獎        | 最佳音響           | 聶基榮、黃大衛 | 提名 |
| 2006年 | 第11屆香港電影金紫荊獎        | 最佳美術指導       | 文念中         | 提名 |
| 2006年 | 第11屆香港電影金紫荊獎        | 最佳電影音樂       | 金培達         | 提名 |
| 2006年 | 第11屆香港電影金紫荊獎        | 最佳創意           | 伊莎貝拉       | 提名 |
| 2007年 | 葡萄牙波爾圖國際電影節─亞洲賽 | 最佳電影           | 伊莎貝拉       | 獲獎 |
| 2007年 | 葡萄牙波爾圖國際電影節─亞洲賽 | 最佳女主角         | 梁洛施         | 獲獎 |
| 2007年 | 第1屆亞洲電影大獎             | 最佳原創音樂       | 金培達         | 提名 |
| 2007年 | 第26屆香港電影金像獎          | 最佳女主角         | 梁洛施         | 提名 |
| 2007年 | 第26屆香港電影金像獎          | 最佳攝影           | 林志堅         | 提名 |
| 2007年 | 第26屆香港電影金像獎          | 最佳美術指導       | 文念中         | 提名 |
| 2007年 | 第26屆香港電影金像獎          | 最佳服裝造型設計   | 黃家寶         | 提名 |
| 2007年 | 第26屆香港電影金像獎          | 最佳原創電影音樂   | 金培達         | 獲獎 |

## 外部連結
- 伊莎貝拉電影官方網頁 （页面存档备份，存于）
- Yahoo奇摩電影上《伊莎貝拉》的資料（繁體中文）
- 開眼電影網上《伊莎貝拉》的資料（繁體中文）
- 豆瓣电影上《伊莎貝拉》的資料 （简体中文）
- 时光网上《伊莎貝拉》的資料（简体中文）
- AllMovie上《伊莎貝拉》的资料（英文）
- 爛番茄上《伊莎貝拉》的資料（英文）
- 香港影庫上《伊莎貝拉》的資料（繁體中文）
- 互联网电影数据库（IMDb）上《伊莎貝拉》的资料（英文）